# Io ti accontento
Io ti accontento è un singolo di Vasco Rossi del 2002 quinto estratto dall'album Stupido hotel e prodotto dalla EMI.
I cori cantati nella canzone appartengono al rapper Black Diamond e Monyka "Mo"Johnigan.

## Tracce
1. Io ti accontento (Remix Radio Edit)
2. Io ti accontento (Remix Extended)
3. Io ti accontento (Remix Instrumental)

## Formazione
- Vasco Rossi - voce
- Vinnie Colaiuta - batteria
- Randy Jackson - basso
- Frank Nemola - tastiera, programmazione
- Stef Burns - chitarra elettrica
- Silvio Pozzoli - cori